# NGC 5186
NGC 5186 (również PGC 47426) – galaktyka spiralna (S), znajdująca się w gwiazdozbiorze Panny. Odkrył ją Ernst Hartwig 29 czerwca 1883 roku.